# Igreja da Deposição das Vestes

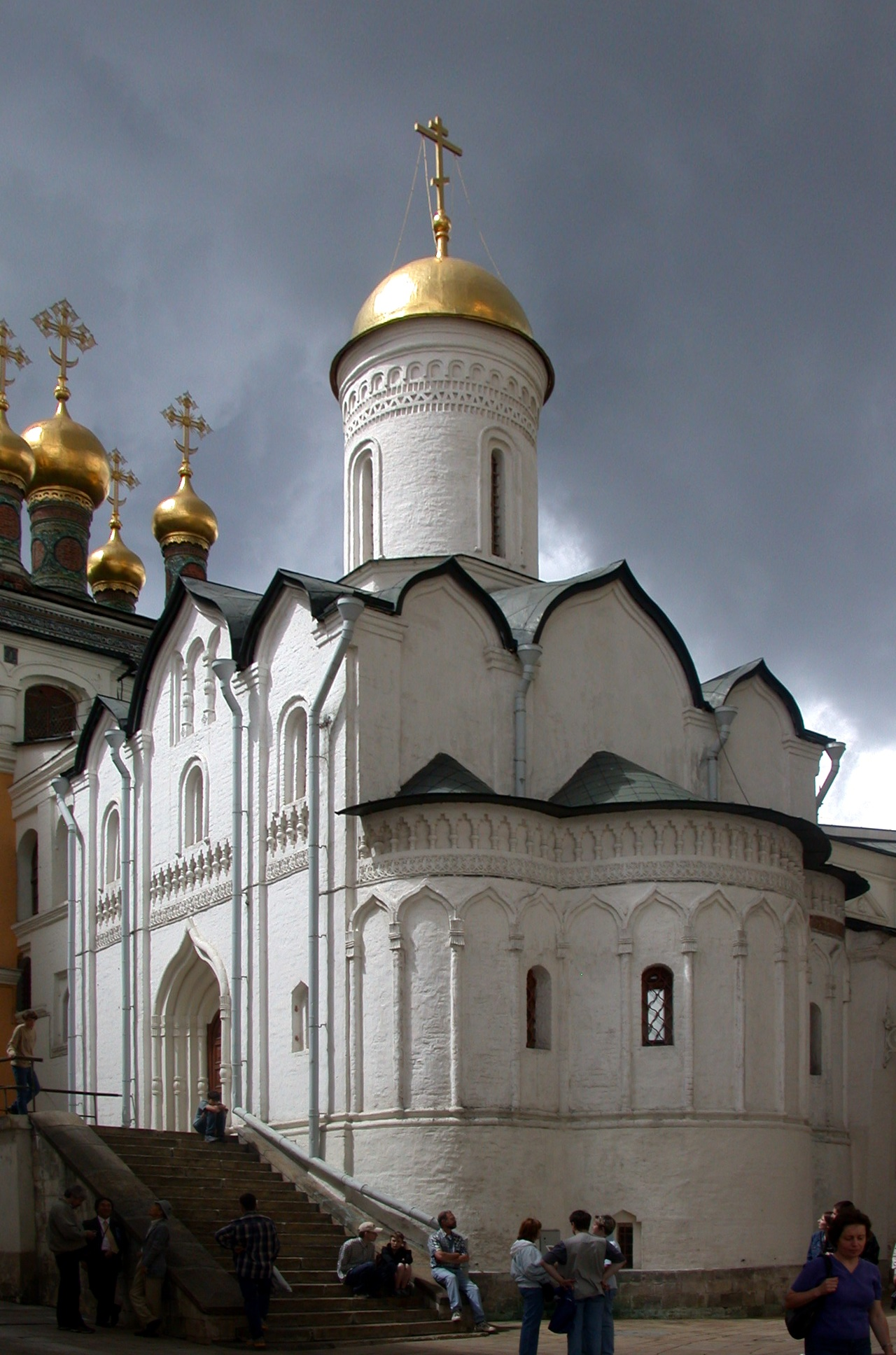
Igreja da Deposição das Vestes

A Igreja da Deposição das Vestes (em russo:  Церковь Ризоположения, Tzerkov rizpolojenya) é uma igreja na Praça das Catedrais no Kremlin de Moscovo. A sua construção foi iniciada em 1484 por mestres de Pskov, muito provavelmente pelo mesmo grupo de arquitetos que construíram a adjacente  Catedral da Anunciação.
A igreja foi construída no local de uma igreja anterior, erigida pelo Metropolita Jonas de Moscovo em 1451. O nome da igreja, traduzido por Igreja das Vestes da Virgem, Igreja da Deposição das Santas Vestes da Virgem, Igreja do Véu ou mais simplesmente Igreja da Deposição, faz referência a uma festividade que data do século V, e que celebra a viagem das vestes de Nossa Senhora entre a Palestina e Constantinopla, onde protegeram a cidade. Por exemplo, a tradição diz que durante a Guerra Rus'-Bizantina de 860 o patriarca colocou as vestes da Virgem no mar, causando uma tempestade que destruiu os navios invasores do Grão-Canato de Rus.

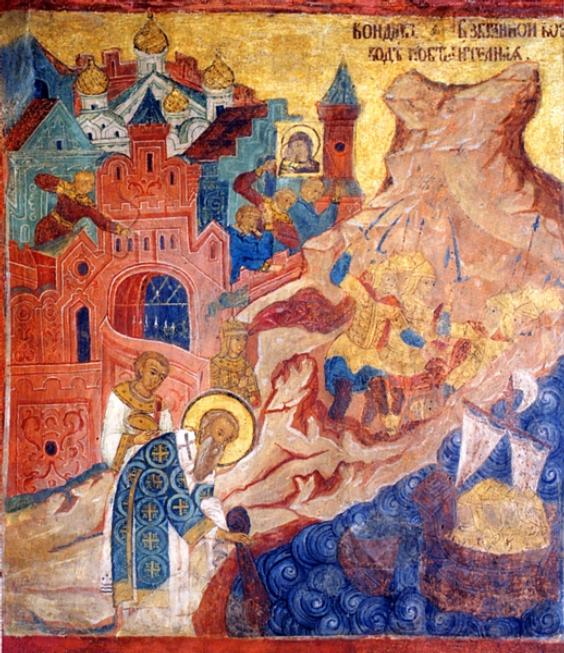
Fresco que mostra o imperador bizantino e o Patriarca Fócio a colocarem o véu da Teótoco no mar

Uma iconóstase de quatro níveis, criada por Nazary Istomin Savin em 1627, encontra-se na igreja, tal como os frescos pintados por Ivan Borisov, Sidor Pospeev e Semyon Abramov em 1644. A igreja foi construída no tradicional estilo russo antigo, caracterizado por "uma notória tendência para proporções mais altas, com a estrutura geral estendida pela colocação em fundações elevadas, e o tambor que suporta a única cúpula também elevado." Tal como na Catedral da Anunciação, o intrincado pormenor do interior e a ornamentação são característicos da arquitetura russa da época.
Originalmente, a igreja serviu como capela privada do Patriarca de Moscovo, mas em meados do século XVII passou a sê-lo pela família real russa. A igreja foi fortemente danificada por um incêndio em 1737 (o mesmo incêndio que danificou o Sino do Czar).
Presentemente a igreja alberga um museu de escultura em madeira com obras dos séculos XIV a XIX.